# Nanoplaxes
Nanoplaxes är ett släkte av skalbaggar. Nanoplaxes ingår i familjen vivlar.
Kladogram enligt Catalogue of Life:
| Nanoplaxes | \| \| Nanoplaxes ferruginea \| \| \| \| \| \| Nanoplaxes merrilli \| \| \| \| |
|            | \| \| Nanoplaxes ferruginea \| \| \| \| \| \| Nanoplaxes merrilli \| \| \| \| |
|            | Nanoplaxes ferruginea                                                         |
|            |                                                                               |
|            | Nanoplaxes merrilli                                                           |
|            |                                                                               |